# Раціональна точка
У теорії чисел і алгебричній геометрії раціональною точкою алгебраїчного многовиду є точка, координати якої належать заданому полю. Якщо поле не згадано, то загалом мають на увазі поле раціональних чисел. Якщо йдеться про поле дійсних чисел, то раціональну точку частіше називають дійсною точкою.
Розуміння раціональних точок є центральною метою теорії чисел і діофантової геометрії. Наприклад, останню теорему Ферма можна переформулювати так: для n > 2 крива Ферма рівняння {\displaystyle x^{n}+y^{n}=1} не має інших раціональних точок, крім (1, 0), (0, 1), і, якщо n парне, (–1, 0) і (0, –1).

## Визначення
Дано поле k і алгебрично замкнуте розширення K поля k; афінний многовид X над k — це множина спільних нулів у Kn набору многочленів із коефіцієнтами в k:
{\displaystyle {\begin{aligned}&f_{1}(x_{1},\ldots ,x_{n})=0,\\&\qquad \quad \vdots \\&f_{r}(x_{1},\dots ,x_{n})=0.\end{aligned}}}
Ці спільні нулі називають точками в X.
k-раціональна точка (або k-точка) в X — це точка в X, яка належить kn, тобто послідовність {\displaystyle (a_{1},\dots ,a_{n})} з n елементів k таких, що {\displaystyle f_{j}(a_{1},\dots ,a_{n})=0} для всіх j. Множину k-раціональних точок в X часто позначають X(k).
Іноді, коли йдеться про поле k, або коли k є полем {\displaystyle \mathbb {Q} } раціональних чисел, замість «k-раціональна точка» кажуть «раціональна точка».
Наприклад, раціональні точки одиничного кола рівняння
{\displaystyle x^{2}+y^{2}=1}
є парами раціональних чисел
{\displaystyle \left({\frac {a}{c}},{\frac {b}{c}}\right),}
де (a, b, c) — трійка Піфагора.
Ця концепція також має сенс у загальніших умовах. Проєктивний многовид X у проєктивному просторі {\displaystyle \mathbb {P} ^{n}} над полем k можна визначити набором однорідних поліноміальних рівнянь зі змінними {\displaystyle x_{0},\dots ,x_{n}.} A k-точка {\displaystyle \mathbb {P} ^{n},} що позначається {\displaystyle [a_{0},\dots ,a_{n}],} задається послідовністю з n + 1 елементів k, не всі з яких нульові, з розумінням того, що множення всіх {\displaystyle a_{0},\dots ,a_{n}} на той самий ненульовий елемент k дає ту саму точку в проєктивному просторі. Тоді k-точка в X означає k-точку в {\displaystyle \mathbb {P} ^{n}}, в якій задані многочлени перетворюються на нуль.
Загальніше, нехай X — схема над полем k. Це означає, що задано морфізм схем f: X → Spec(k). Тоді k-точка X означає перетин цього морфізму, тобто морфізм a: Spec(k) → X такий, що композиція fa є тотожністю на Spec(k). Це узгоджується з попередніми визначеннями, коли X є афінним або проєктивним многовидом (що розглядається як схема над k).
Коли X є многовидом над алгебрично замкнутим полем k, значна частина структури X визначається множиною X(k) його k-раціональних точок. Однак, для загального поля k X(k) дає лише часткову інформацію про X. Зокрема, для многовиду X над полем k і будь-якого розширення E поля k, X також визначає множину X(E) E-раціональних точок в X, тобто множину розв'язків рівнянь, що визначають X значеннями в E.
Приклад: нехай X — конічна крива {\displaystyle x^{2}+y^{2}=-1} в афінній площині A2 над дійсними числами {\displaystyle \mathbb {R} .} Тоді множина дійсних точок {\displaystyle X(\mathbb {R} )} порожня, оскільки квадрат будь-якого дійсного числа невід'ємний. З іншого боку, в термінах алгебраїчної геометрії алгебричний многовид X над {\displaystyle \mathbb {R} } не є порожнім, оскільки множина комплексних точок {\displaystyle X(\mathbb {C} )} непорожня.
Загальніше, для схеми X над комутативним кільцем R і будь-якою комутативною R-алгеброю S множина X(S) S -точок в X означає множину морфізмів Spec(S) → X над Spec(R). Схему X визначає з точністю до ізоморфізму функтор S ↦ X(S); це філософія ототожнення схеми з її функтором точок. Інше формулювання полягає в тому, що схема X над R визначає схему XS над S шляхом зміни бази, і S-точки X (над R) можна ототожнити з S-точками XS (над S).
Теорія діофантових рівнянь традиційно означала вивчення цілих точок, тобто розв'язків поліноміальних рівнянь у цілих числах {\displaystyle \mathbb {Z} }, а не раціональних {\displaystyle \mathbb {Q} .} Для однорідних поліноміальних рівнянь, таких як {\displaystyle x^{3}+y^{3}=z^{3},} ці дві задачі по суті еквівалентні, оскільки кожну раціональну точку можна масштабувати, щоб вона стала цілою точкою.
Значну частину теорії чисел можна розглядати як дослідження раціональних точок алгебричних многовидів, зручним прикладом яких є гладкі проєктивні многовиди. Для гладких проєктивних кривих поведінка раціональних точок сильно залежить від роду кривої.

### Рід 0
Кожна гладка проєктивна крива X роду нуль над полем k ізоморфна конічній кривій (степеня 2) у {\displaystyle \mathbb {P} ^{2}.} Якщо X має k-раціональну точку, то вона ізоморфна {\displaystyle \mathbb {P} ^{1}} над k, тому її k-раціональні точки повністю зрозумілі. Якщо k — поле {\displaystyle \mathbb {Q} } раціональних чисел (або, загальніше, числове поле), існує алгоритм визначення того, чи має дана коніка раціональну точку, заснований на принципі Гассе: коніка над {\displaystyle \mathbb {Q} } має раціональну точку тоді й лише тоді, коли вона має точку над усіма доповненнями {\displaystyle \mathbb {Q} ,} тобто, над {\displaystyle \mathbb {R} } та всіма p-адичними полями {\displaystyle \mathbb {Q} _{p}.}

### Рід 1
Важче визначити, чи має раціональну точку крива роду 1. У цьому випадку не діє принцип Гассе: наприклад, за Ернстом Зельмером, кубічна крива {\displaystyle 3x^{3}+4y^{3}+5z^{3}=0} в {\displaystyle \mathbb {P} ^{2}} має точку над усіма доповненнями {\displaystyle \mathbb {Q} ,} але не має раціональної точки. Порушення принципу Гассе для кривих роду 1 вимірюється групою Тейта — Шафаревича.
Якщо X — крива роду 1 з k-раціональною точкою p0, то X називають еліптичною кривою над k. У цьому випадку X має структуру комутативної алгебричної групи (з нульовим елементом p0), і тому множина X(k) k-раціональних точок є абелевою групою. Теорема Морделла — Вейля каже, що для еліптичної кривої (або, загалом, абелевого многовиду) X над числовим полем k, абелева група X(k) є скінченнопородженою. Програми комп'ютерної алгебри можуть визначити групу Морделла — Вейля X(k) у багатьох випадках, але невідомо, чи існує алгоритм, який завжди успішно обчислює цю групу. Це випливає з гіпотези, що група Тейта Ш афаревича є скінченною, або з пов'язаної гіпотези Берча в Сіннертона-Дайра

### Рід не менше 2
Теорема Фалтінгса (раніше гіпотеза Морделла) каже, що для будь-якої кривої X роду не менше 2 над числовим полем k множина X(k) скінченна.
Деякі з великих досягнень теорії чисел зводяться до визначення раціональних точок на окремих кривих. Наприклад, велика теорема Ферма (яку довели Річард Тейлор і Ендрю Вайлс) еквівалентна твердженню, що для цілого n, не меншого від 3, крива {\displaystyle x^{n}+y^{n}=z^{n}} у {\displaystyle \mathbb {P} ^{2}} над {\displaystyle \mathbb {Q} } існують тільки очевидні раціональні точки: [0,1,1] і [1,0,1] ; [0,1,−1] та [1,0,−1] для парних n; і [1,−1,0] для непарних n. Крива X (як і будь-яка гладка крива степеня n у {\displaystyle \mathbb {P} ^{2}}) має рід {\displaystyle {\tfrac {(n-1)(n-2)}{2}}.}
Невідомо, чи існує алгоритм для знаходження всіх раціональних точок на довільній кривій роду не меншого від 2 над числовим полем. Є алгоритм, який працює в деяких випадках. Його припинення загалом випливало б із припущень, що група Тейта — Шафаревича абелевого многовиду над числовим полем є скінченною і що перешкода Брауера — Маніна є єдиною перешкодою для застосування принципу Гассе до кривих.

## Вищі виміри

### Многовиди з невеликою кількістю раціональних точок
У вищих вимірах об'єднавчим підходом є гіпотеза Бомб'єрі — Ленга про те, що для будь-якого многовиду X загального типу над числовим полем k набір k-раціональних точок X не є щільним за Зариським у X. (Тобто k -раціональні точки містяться в скінченному об'єднанні меншовимірних многовидів у X.) У розмірності 1 це збігається з теоремою Фалтінгса, оскільки крива має загальний тип тоді й лише тоді, коли її рід не менший від 2. Ленг також зробив тонші припущення, пов'язуючи скінченність раціональних точок із гіперболічністю Кобаясі.
Наприклад, гіпотеза Бомб'єрі — Ленга передбачає, що гладка гіперповерхня степеня d у проєктивному просторі {\displaystyle \mathbb {P} ^{n}} над числовим полем не має щільних за Зариським раціональних точок, якщо d ≥ n + 2. Про той випадок відомо небагато. Найсильнішим відомим результатом щодо гіпотези Бомбієрі–Ленга є теорема Фалтінгса про підмноговиди абелевих многовидів (узагальнюючи випадок кривих). А саме, якщо X є підмноговидом абелевого многовиду A над числовим полем k, тоді всі k-раціональні точки X містяться в скінченному об'єднанні транслятів абелевих підмноговидів, що містяться в X. (Отже, якщо X не містить трансльованих абелевих підмноговидів додатної розмірності, то X(k) є скінченним.)

### Многовиди з багатьма раціональними точками
З іншого боку, кажуть, що многовид X над числовим полем k має потенційно щільні раціональні точки, якщо існує скінченне поле розширення E поля k таке, що E-раціональні точки X є щільними за Зариським в X. Фредерік Кампана припустив, що многовид є потенційно щільним тоді й лише тоді, коли він не має раціонального розшарування над додатно-вимірним орбівидом загального типу. Відомо, що кожна кубічна поверхня в {\displaystyle \mathbb {P} ^{3}} над числовим полем k має потенційно щільні раціональні точки, оскільки (точніше) вона стає раціональною над деяким скінченним розширенням k (якщо це не конус над плоскою кубічною кривою). Гіпотеза Кампани також означає, що поверхня K3 X (така, як гладка квадрична поверхня в {\displaystyle \mathbb {P} ^{3}}) над числовим полем має потенційно щільні раціональні точки. Це відомо лише в окремих випадках, наприклад, якщо X має еліптичне розшарування.
Можна запитати, коли многовид має раціональну точку без розширення базового поля. У випадку гіперповерхні X степеня d в {\displaystyle \mathbb {P} ^{n}} для числового поля є хороші результати, коли d значно менше від n, часто на основі кругового методу Гарді — Літлвуда. Наприклад, теорема Гассе — Мінковського каже, що принцип Гассе виконується для квадратичних гіперповерхонь над числовим полем (випадок d = 2). Крістофер Гулі довів принцип Гассе для гладких кубічних гіперповерхонь у {\displaystyle \mathbb {P} ^{n}} над {\displaystyle \mathbb {Q} } для n ≥ 8. У вищих вимірах істинне навіть більше: за Роджером Гіт-Брауном, кожен гладкий куб у {\displaystyle \mathbb {P} ^{n}} над {\displaystyle \mathbb {Q} } має раціональну точку, коли n ≥ 9. Загалом, теорема Бірча каже, що для будь-якого непарного натурального числа d існує таке ціле число N, що для всіх n ≥ N кожна гіперповерхня степеня d у {\displaystyle \mathbb {P} ^{n}} над {\displaystyle \mathbb {Q} } має раціональну точку.
Для гіперповерхонь меншої розмірності (щодо їх степеня) все може бути складніше. Наприклад, принцип Гассе не діє для гладкої кубічної поверхні {\displaystyle 5x^{3}+9y^{3}+10z^{3}+12w^{3}=0} в {\displaystyle \mathbb {P} ^{3}} над {\displaystyle \mathbb {Q} }(Єн Касселс і Річард Гай). Жан-Луї Колліо-Телен припустив, що перешкода Брауера — Маніна є єдиною перешкодою для принципу Гассе для кубічних поверхонь. Загальніше, це має бути справедливим для кожного раціонально зв'язного многовиду над числовим полем.
У деяких випадках відомо, що X має «багато» раціональних точок, коли він має одну. Наприклад, розширюючи результати Беньяміно Сеґре та Юрія Маніна, Янош Коллар показав: для кубічної гіперповерхні X розмірності щонайменше 2 над ідеальним полем k, де X не є конусом, X є уніраціональною над k, якщо вона має k-раціональну точку. (Зокрема, для нескінченного k уніраціональність означає, що множина k-раціональних точок є щільною за Зариським у X.) Гіпотеза Маніна є точнішим твердженням для опису асимптотики кількості раціональних точок обмеженої висоти на многовиді Фано.

## Підрахунок точок над скінченними полями
Многовид X над скінченним полем k має лише скінченну кількість k-раціональних точок. Гіпотези Вейля, які Андре Вейль довів для 1 виміру і П'єр Деліньм — для будь-якої кількості вимірів, дають сильні оцінки для кількості k-точок у термінах чисел Бетті для X. Наприклад, якщо X — гладка проєктивна крива роду g над полем k порядку q (степінь простого числа), то
{\displaystyle {\big |}|X(k)|-(q+1){\big |}\leq 2g{\sqrt {q}}.}
Для гладкої гіперповерхні X степеня d в {\displaystyle \mathbb {P} ^{n}} над полем k порядку q, теорема Деліня дає оцінку:
{\displaystyle {\big |}|X(k)|-(q^{n-1}+\cdots +q+1){\big |}\leq {\bigg (}{\frac {(d-1)^{n+1}+(-1)^{n+1}(d-1)}{d}}{\bigg )}q^{(n-1)/2}.}
Є також значні результати про те, коли проєктивний многовид над скінченним полем k має принаймні одну k-раціональну точку. Наприклад, теорема Шевалле — Ворнінга передбачає, що будь-яка гіперповерхня X степеня d у {\displaystyle \mathbb {P} ^{n}} над скінченним полем k має k-раціональну точку, якщо d ≤ n. Для гладкого X це також випливає з теореми Елен Есно про те, що кожен гладкий проєктивний раціонально ланцюговий зв'язний многовид, наприклад, кожен многовид Фано, над скінченним полем k має k-раціональну точку.